# ТЭЦ Шопенице
ТЭЦ Шопенице — теплоэлектроцентраль на юге Польши в городе Катовице.
Для обеспечения потребностей завода по обработке цветных металлов Huta Metali Nieżelaznych Szopienice в 1960-х годах была построена теплоэлектроцентраль. Она имела четыре угольных паровых котла производства рацибужской компании Rafako типа OR-32, введенные в эксплуатацию в 1962—1964 годах. Кроме того, в 1964 году была запущена турбина венгерской компании Lang мощностью 8,5 МВт, а в 2001 году запустили вторую турбину мощностью 3 МВт.
В 1977 году станцию усилили пятым паровым котлом OR-32, а в 1980 году установили водогрейный котел WR-25.
В 2003 году было принято решение о демонтаже двух котлов OR-32, водогрейного котла и турбины Lang. После этого тепловая и электрическая мощность ТЭЦ составили 78 МВт и 3 МВт соответственно.
Для удаления продуктов сгорания в 1962 и 1977 годах были построены два дымовых трубы высотой 85 метров и 70 метров соответственно.